# کاتاژینا ژاک
کاتاژینا ژاک (لهستانی: Katarzyna Żak؛ زادهٔ ۱۹ اکتبر ۱۹۶۳) بازیگر اهل لهستان است.
از فیلم‌ها یا مجموعه‌های تلویزیونی که وی در آن‌ها نقش داشته‌است، می‌توان به گوش آقای رئیس، اولا بی‌ریخته، سال‌های شیرین، حوزه استحفاظی ۱۳، اوشیتسکا، در خوشی و سختی، طایفه، ع چون عشق، دوستان، پدر متیو، در خیابان سپولنی و ماگدا ام. اشاره نمود.